# Wahlkreis Saarlouis
Der Wahlkreis Saarlouis ist einer von drei Wahlkreisen für die Wahlen des saarländischen Landtags. Er umfasst die Landkreise Saarlouis (Nummer 4 der Übersichtskarte) und Merzig-Wadern (Nummer 1).

## Wahl 2022
| Partei           | Spitzenkandidat der Wahlkreisliste | Stimmen in % |
| ---------------- | ---------------------------------- | ------------ |
| CDU              | Raphael Schäfer                    | 28,8         |
| SPD              | Anke Rehlinger                     | 44,5         |
| Die Linke        | Dagmar Ensch-Engel                 | 2,3          |
| AfD              | Carsten Becker                     | 5,7          |
| Grüne            | Kiymet Göktas                      | 3,9          |
| FDP              | Angelika Hießerich-Peter           | 4,6          |
| Familie          | Helmut Antis                       | 0,8          |
| Piraten          | Ralf Petermann                     | 0,4          |
| Freie Wähler     | Uwe Kammer                         | 1,8          |
| dieBasis         | Hans-Theo Both                     | 1,7          |
| bunt.saar        | Heike Hanson                       | 1,2          |
| ÖDP              | Philipp-Noah Groß                  | 0,2          |
| Die PARTEI       | Jimmy Both                         | 1,0          |
| Tierschutzpartei | Pia Bauer                          | 2,6          |
| Volt             | Rainer Folz                        | 0,5          |

## Wahl 2017
Bei der Landtagswahl am 26. März 2017 im Saarland wurden im Wahlkreis Saarlouis zwölf Abgeordnete über die Wahlkreisliste gewählt. Die Wahlbeteiligung betrug 70,8 %.
| Partei      | Spitzenkandidat der Wahlkreisliste | Stimmen in % | Gewählte Bewerber |
| ----------- | ---------------------------------- | ------------ | ----------------- |
| CDU         | Monika Bachmann                    | 41,9         | 6                 |
| SPD         | Anke Rehlinger                     | 30,3         | 4                 |
| Die Linke   | Oskar Lafontaine                   | 12,3         | 2                 |
| Piraten     | Lea Laux                           | 0,7          | -                 |
| Grüne       | Hubert Ulrich                      | 3,6          | -                 |
| Familie     | Helmut Antis                       | 0,7          | -                 |
| FDP         | Florian Zipfel                     | 3,1          | -                 |
| NPD         | Peter Richter                      | 0,7          | -                 |
| FW          | Uwe Kammer                         | 0,4          | -                 |
| AfD         | Carsten Becker                     | 5,7          | -                 |
| DBD         | Bernd Jonas                        | 0,1          | -                 |
| Die Einheit | Eugen Fritz                        | 0,1          | -                 |
| Reformer    | Peter Ziemann                      | 0,1          | -                 |
| LKR         | Rolf Bürner                        | 0,2          | -                 |

Über die Wahlkreisliste zogen folgende Kandidaten in den Landtag ein:
- CDU: Monika Bachmann, Dagmar Heib, Günter Heinrich, Helma Kuhn-Theis, Raphael Schäfer, Stefan Thielen
- SPD: Petra Berg, Reinhold Jost, Hans-Peter Kurtz, Anke Rehlinger
- Die Linke: Dagmar Ensch-Engel, Oskar Lafontaine

## Wahl 2012
Bei der Landtagswahl am 25. März 2012 im Saarland wurden im Wahlkreis Saarlouis zwölf Abgeordnete über die Wahlkreisliste gewählt. Die Wahlbeteiligung betrug 70,8 %.
| Partei     | Stimmen in % | Gewählte Bewerber |
| ---------- | ------------ | ----------------- |
| CDU        | 37,2         | 5                 |
| SPD        | 30,7         | 4                 |
| Die Linke  | 15,3         | 2                 |
| PIRATEN    | 6,8          | 1                 |
| Grüne      | 4,7          | -                 |
| FDP        | 1,1          | -                 |
| FAMILIE    | 1,5          | -                 |
| NPD        | 1,1          | -                 |
| FW         | 0,8          | -                 |
| Die PARTEI | 0,8          | -                 |

Über die Wahlkreisliste zogen folgende Kandidaten in den Landtag ein:
- CDU: Monika Bachmann, Helma Kuhn-Theis, Georg Jungmann, Frank Finkler, Günter Heinrich
- SPD: Heiko Maas, Anke Rehlinger, Reinhold Jost, Petra Berg
- Die Linke: Oskar Lafontaine, Dagmar Ensch-Engel
- Piraten: Michael Neyses

## Wahl 2009
Bei der Landtagswahl am 30. August 2009 im Saarland wurden im Wahlkreis Saarlouis zwölf Abgeordnete über die Wahlkreisliste gewählt. Die Wahlbeteiligung betrug 69,0 %. 
| Partei    | Spitzenkandidat der Wahlkreisliste | Stimmen in % | Gewählte Bewerber |
| --------- | ---------------------------------- | ------------ | ----------------- |
| CDU       | Jürgen Schreier                    | 36,3         | 5                 |
| SPD       | Heiko Maas                         | 23,6         | 3                 |
| FDP       | Christoph Kühn                     | 10,0         | 1                 |
| Grüne     | Hubert Ulrich                      | 6,0          | -                 |
| Die Linke | Oskar Lafontaine                   | 19,5         | 3                 |
| FAMILIE   | Franz-Rudolf Herrmann              | 1,7          | -                 |
| FBU       | Urban Nalbach                      | 0,1          | -                 |
| FW        | Uwe Jung                           | 0,8          | -                 |
| GUR       | Christoph Keßler                   | 0,4          | -                 |
| NPD       | Aloys Lehmler                      | 1,5          | -                 |

Über die Wahlkreisliste zogen folgende Kandidaten in den Landtag ein:
- CDU: Dagmar Heib, Günter Heinrich, Georg Jungmann, Helma Kuhn-Theis, Jürgen Schreier
- SPD: Reinhold Jost, Heiko Maas, Anke Rehlinger
- Die Linke: Dagmar Ensch-Engel, Oskar Lafontaine, Wolfgang Schumacher
- FDP: Christoph Kühn